# لوک تنها، گانگستر خوش‌مشرب
لوک تنها، گانگستر خوش‌مشرب (انگلیسی: Lonesome Luke, Social Gangster) یک فیلم کمدی صامت کوتاه به کارگردانی جی. فارل مک‌دانلد و هال روچ است که در سال ۱۹۱۵ منتشر شد. از بازیگران این فیلم می‌توان به هارولد لوید، اسناب پالرد و ببه دنیلز اشاره کرد.